# Tužebník jilmový
Tužebník jilmový (Filipendula ulmaria) je vlhkomilná bylina, v minulosti oblíbená léčivka, jeden z přibližně 12 druhů rodu tužebník.

## Výskyt
Vyskytuje se v různé intenzitě téměř po celé Evropě (vyjma nejjižnějších částí), na západní Sibiři, v Malé Asii, v oblastí Kavkazu, Altaje i v Mongolsku, zavlečen byl i do Severní Ameriky. Vyrůstá v mokřadech, na vlhkých březích vodních toků a jezer, na vlhkých loukách, prameništích, v řídkých křovinách a na nezastíněných místech lužních lesů. Na území České republiky roste od nížin až do podhůří, v nižších polohách poměrně hojně, ve vyšších vzácněji. Preferuje především vlhké, na minerály chudé, hlinité nebo jílovité, částečně ulehlé půdy bohaté humusem. Ke správnému vývoji žádá plné slunce.

## Popis
Vytrvalá bylina, hemikryptofyt, s přímou 50, ojediněle až 200 centimetrů vysokou lodyhou která vyrůstá z dřevnatého oddenku. Tuhá lodyha má hranatý průřez, je lysá a na vrcholu se dělí ve složitý bohatý kružel, druh vrcholičnatého květenství které je u vyšších dvouděložných rostlin neobvyklé. Rostlina vytváří bohatě větvené trsy.
Na lodyze střídavě vyrůstající 4 až 8 cm dlouhé řapíkaté listy které mají u báze řapíků polosrdčité, pilovité palisty. Přetrhovaně lichozpeřené listy, dvou až pětijařmé, jsou složené z podlouhle vejčitých, na koncích špičatých, nestejně pilovitých lístků střídavě malých a velkých. Poslední lístek je největší a je hluboce rozeklán do 3 (méně často do 5) laloků. Na líci jsou tmavě zelené lístky lysé, na rubové straně jsou světle plstnaté. Mimo lodyžních listů mívá rostlina i několik obdobných bazálních přízemních listů. Variabilita rostliny je vysoká, odlišují se tvarem listů nebo oděním.
Drobné oboupohlavné květy o průměru 2 až 5 mm, vonící po hořkých mandlích, se začínají otevírat v květnu až červenci. Květy miskovitého tvaru mají po okrajích 5 vejčitých kališních a 5 obvejčitých, nehetnatých žlutavě bílých, jen občas narůžovělých korunních lístků. V květu je nejčastěji 20 tyčinek dvounásobně delších než koruna, jsou uspořádaných do dvou kruhů a v třetím kruhu vyrůstají pouhé nitky společně srostlé. Semeníků je 6 až 10 a mají po svou vajíčkách. Ty dozrávají v plody hnědé jednosemenné lysé nažky zobánkovitého tvaru 2 mm dlouhé, které se šroubovitě zkrucují a ve zralosti opadávají aniž by pukaly.
K opylení dochází jednak cizím pylem který do květů přináší opylující hmyz a dále u spodních květu i samoopylením vlastním pylem rostliny, zralý pyl z prašníků horních květů padá a sprašuje blizny květů níže postavených. Na větší vzdálenosti se tužebník jilmový šíří semeny, na kratší se rozrůstá oddenky; případně jsou při rozvodnění toků a stržení břehů vodou roznášeny úlomky oddenků.

## Význam
Dříve se rostlina používala v lidovém léčitelství jako přípravek pro utišení bolesti a horečky. V květech a již méně v nati jsou různé flavonoidy a hlavně silice obsahující salicylaldehyd a methylsalicylát s obdobnými účinky jako má kyselina acetylsalicylová, základ léku Aspirin a Acylpyrin. Čaj z květů působí diureticky, snižuje horečku, pomáhá při nachlazení a proti chronickým průjmům. Působí jako slabé sedativum a přináší úlevu při revmatických bolestech kloubů a zánětech. Díky příjemné výrazné vůni se rostliny používají i v kosmetice.
V Podkrkonoší je tužebník jilmový nazýván "chlapice". Z jeho květu je zde vyráběna osvěžující limonáda podobně jako z květu černého bezu. Chlapice je také jednou z bylin, jejíž květy se objevují ve svatojánské postýlce.

## Taxonomie
V České republice rostou dva poddruhy tužebníku jilmového:
- tužebník jilmový pravý (Filipendula ulmaria (L.) Maxim. ssp. ulmaria)

nominální poddruh, vyrůstá v celém areálu výskytu.
- tužebník jilmový Picbauerův (Filipendula ulmaria (L.) Maxim. ssp. picbaueri) (Podp.) Smejkal,

vzácnější poddruh, vyrůstá řídce a jen na území jižní Moravy, od nominálního poddruhu zde popisovaného se odlišuje staženým květenstvím a podlouhle vejčitými až kosníkovitými listy.

## Galerie

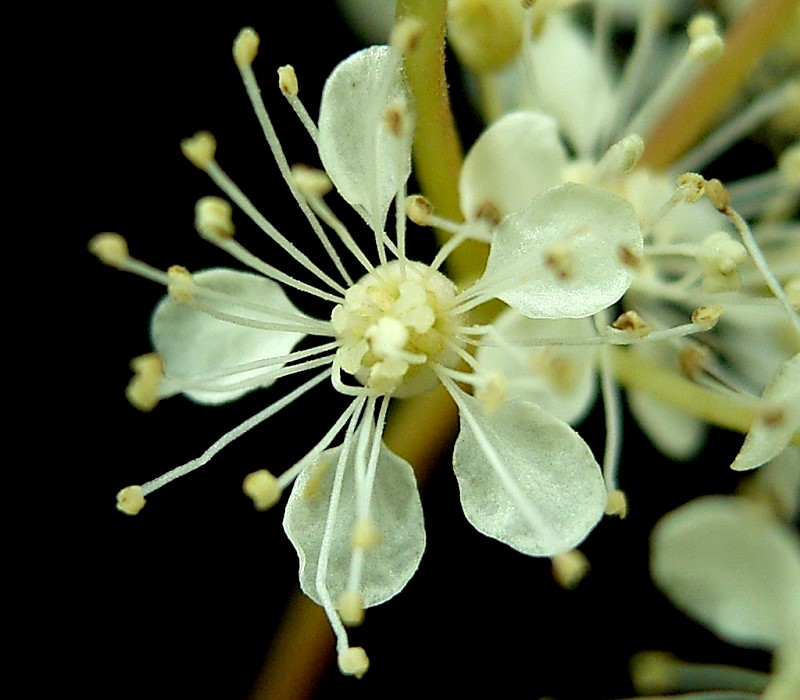
Květ
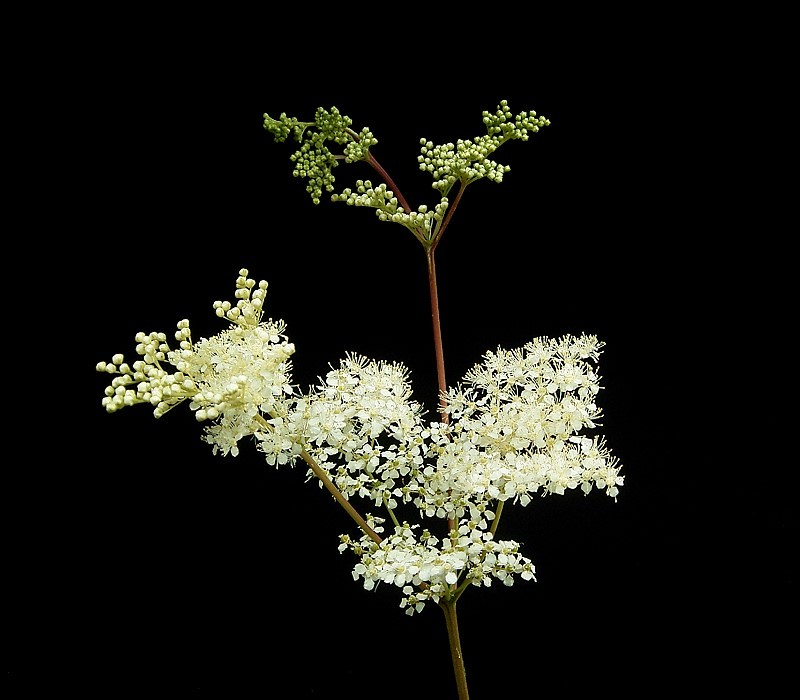
Květenství
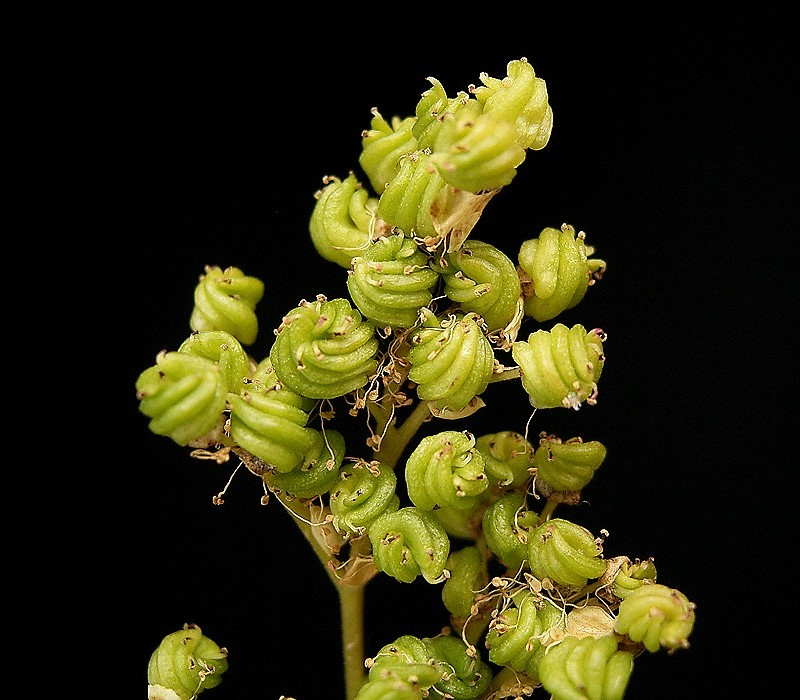
Odkvetlá květenství
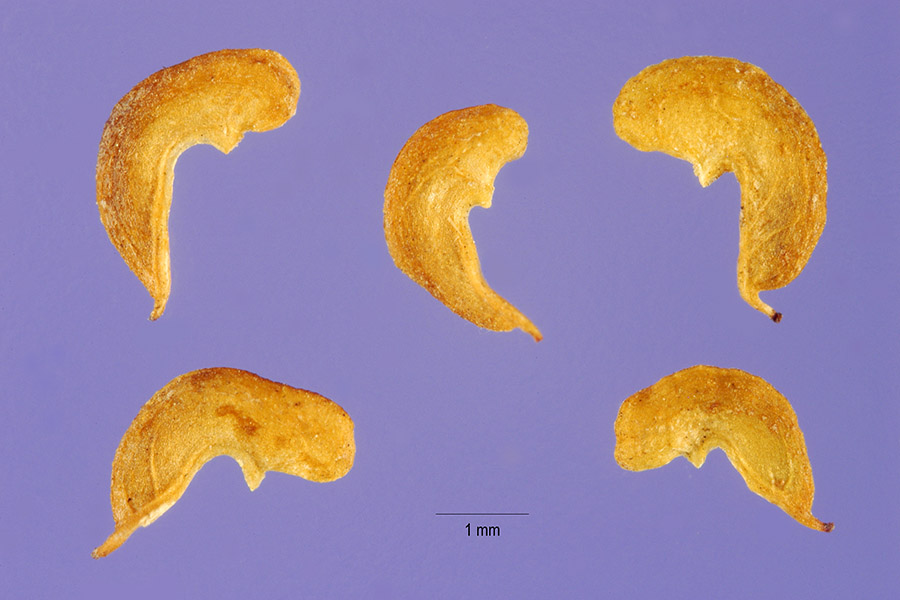
Jednosemenné nažky